# Eurycyde setosa
Eurycyde setosa är en havsspindelart som beskrevs av Child, C.A. 1988. Eurycyde setosa ingår i släktet Eurycyde och familjen Ammotheidae. Inga underarter finns listade i Catalogue of Life.